# کوین بورلی
کوین بورلی (انگلیسی: Kevin Borlée؛ زادهٔ ۲۲ فوریهٔ ۱۹۸۸) دونده، و ورزشکار دو و میدانی اهل بلژیک است.